# Медилья
Медилья (итал. и ломб. Mediglia) — город в Италии, в провинции Милан области Ломбардия.
Население составляет 11 425 человек (на 2004 г.), плотность населения составляет 490 чел./км². Занимает площадь 21 км². Почтовый индекс — 20060. Телефонный код — 02.